# Czeremchów (przystanek kolejowy)
Czeremchów (ukr. Черемхів, ros. Черемхов) – przystanek kolejowy w pobliżu miejscowości Czeremchów, w rejonie kołomyjskim, w obwodzie iwanofrankiwskim, na Ukrainie. Położony jest na linii Lwów – Czerniowce.